# Andy Berman
Andrew Mark Berman, detto Andy (Chicago, 24 febbraio 1968), è un attore e produttore televisivo statunitense.

## Filmografia parziale

### Attore

#### Cinema
- Ombre e nebbia (Shadows and Fog), regia di Woody Allen (1991)
- La recluta dell'anno (Rookie of the Year), regia di Daniel Stern (1993)
- Verso il sole (The Sunchaser), regia di Michael Cimino (1996)
- Telling You, regia di Robert DeFranco (1998)
- This Space Between Us, regia di Matthew Leutwyler (1999)
- Soldifacili.com (The First $20 Million Is Always the Hardest), regia di Mick Jackson (2002)
- Dry Cycle, regia di Isaac H. Eaton (2003)
- The Enigma with a Stigma, regia di Rhett Smith (2006)

#### Televisione
- Blue Jeans (1991-1993) - 19 episodi
- Dweebs (1995) - 5 episodi
- The Jamie Foxx Show (1996) - 12 episodi
- Between Brothers (1997) - 2 episodi
- Guys Like Us (1998-1999) - 3 episodi
- Hefner: Unauthorized (1999) - Film TV
- Tutte le donne del Presidente (2000) - Film TV
- Invader Zim (2001-2004) - voce; 27 episodi
- Psych (2007; 2012; 2014) - 3 episodi
- Invader Zim e il Florpus (2019) - voce; Film TV

### Produttore
- Psych (2008-2014) - 97 episodi
- Benched - Difesa d'ufficio (2013) - 3 episodi
- Rosewood (2015-2017) - 43 episodi
- Carter (2019) - 10 episodi
- So Help Me Todd (2022) - 2 episodi; coesecutivo

### Sceneggiatore
- Freddie (2005-2006) - 3 episodi
- Psych (2006-2014) - 32 episodi
- Benched - Difesa d'ufficio (2014) - 2 episodi
- Rosewood (2015-2017) - 7 episodi
- Carter (2019) - 4 episodi
- Psych 2: Lassie Come Home (2020) - Film TV

### Regista
- Psych (2010; 2011; 2013; 2014) - 4 episodi